# Coffeeville (Missisipi)
Coffeeville – miasto w Stanach Zjednoczonych, w stanie Missisipi, w hrabstwie Yalobusha.